# Kryspin Pyrgies
Kryspin Pyrgies (ur. 4 stycznia 1985) – polski kolarz górski i przełajowy, trzykrotny medalista mistrzostw świata MTB.

## Kariera
Największy sukces w karierze Kryspin Pyrgies osiągnął w 2003 roku, kiedy reprezentacja Polski w składzie: Marcin Karczyński, Piotr Formicki, Anna Szafraniec i Kryspin Pyrgies zdobyła złoty medal w sztafecie cross-country podczas mistrzostw świata w Lugano. W 2003 roku w tej samej konkurencji zdobył także srebrny medal na mistrzostwach Europy. Na rozgrywanych rok później mistrzostwach świata w Les Gets wspólnie z Karczyńskim, Pawłem Szpilą i Mają Włoszczowską zdobył brązowy medal w tej samej konkurencji. Wynik ten Polacy z Pyrgiesem w składzie powtórzyli na mistrzostwach w Rotorua w 2006 roku. Jest także medalistą Polski w cross-country i maratonach MTB. Startował także w kolarstwie przełajowym, zdobywając między innymi dwa brązowe medale mistrzostw Polski juniorów w 2001 i 2002 roku. Nigdy nie brał udziału w igrzyskach olimpijskich.